# 第1海軍歩兵師団 (ドイツ国防軍)
第1海軍歩兵師団（1. Marine-Infanterie-Division）は、ナチス・ドイツ時代のドイツ国防軍が有した師団である。

## 歴史

### 結成
前身は1944年11月にフーズムにて結成された北方海軍狙撃兵旅団（Marine-Schützen-Brigade „Nord“）である。1945年2月、シュテッティンにて同旅団を増強する形で第1海軍歩兵師団が編成された。師団の下級編成には第1、2、4の3個海軍狙撃兵連隊があった。第3連隊が欠けているのは、3の連隊番号が既にヴィスワ川方面で活動中の部隊に与えられていた為である。補充要員の訓練教育はリュッバーシュテットに駐屯する第1海軍歩兵補充教育大隊（1. Marine-Infanterie-Ersatz und Ausbildungs-Bataillon）が担当していた。同大隊はヴェーザーミュンデを中心に各地から定員外となった海軍将兵を集めて最低限の陸戦訓練を施した。書類上、第1海軍歩兵師団は「国民擲弾兵師団」（Volksgrenadier-Division）と分類されていたが、重火器は他の師団以上に不足しており、十分に行き渡っていた火器といえば小銃とパンツァーファウストのみであった。編成計画の変更や遅れなどの理由から、実戦で果たした役割は非常に限られたものだった。1945年2月16日時点の記録では、8,956人の将兵が所属したとされている。

### 活動
編成後、師団はヴァイクセル軍集団第9軍オーデル軍団に所属したが、4月からは同軍集団第3装甲軍第46軍団に移り、ベルリンから北東に離れたオーデル前線へと送られた。3月、師団はバート・フライエンヴァルデ、シュヴェート、アルトダム、グライフェンハーゲンの防衛に参加するも、多数の戦死傷者を出して撤退を余儀なくされた。その後、オーデル前線全体が後退を余儀なくされ、新たな防衛線はタントウとグライフェンハーゲンを結ぶ道路の西側とシュテッティン南側に設けられた。師団の一部はさらに南へと撤退し、アンガーミュンデ、オーデルベルク、エーベルスヴァルデの東側まで到達した。4月初頭にはクリーヴェンからホーエンザーテンまでの前線でさらに大きな損失を出して後退を強いられた。4月23日夜、師団の殿軍として本隊の北西に当たるカーゼコウ付近に展開していた1個連隊と工兵大隊が全滅する。4月27日、師団の西側に当たるプレンツラウの防衛線が崩壊する。その後、師団はいくつかの戦闘団に分かれた上でテンプリーンやリュヒェン方面への撤退を図った。師団残余はノイシュトレーリッツで戦った後にルートヴィヒスルストの西側に到達し、連合国軍が設けた暫定境界線を超えた。5月4日、イギリス軍の捕虜となった。

## 師団長
| 氏名、階級                           | 任期                          |
| ------------------------------------ | ----------------------------- |
| ハンス・ハルトマン海軍少将           | 1945年1月31日 - 1945年2月17日 |
| ヴィルヘルム・ブレックヴェン陸軍少将 | 1945年2月17日 - 1945年5月4日  |

## 編成
| 第1海軍歩兵連隊 Marine-Infanterie-Regiment 1       | 2個大隊 - 連隊長：アクセル・フォン・ブレッシング海軍大佐（Axel von Bleßingh）  |
| 第2海軍歩兵連隊 Marine-Infanterie-Regiment 2       | 2個大隊 - 連隊長：フリッツ・ネーツォルト海軍大佐（Fritz Nötzold）              |
| 第4海軍歩兵連隊 Marine-Infanterie-Regiment 4       | 2個大隊 - 連隊長：ヴィルヘルム・ヘルヴェーク海軍大佐（Wilhelm Herwegh）        |
| 海軍フュージリア中隊 Marine-Füsilier-Kompanie      | 4月以降は第1海軍フュージリア大隊（Marine-Füsilier-Bataillon 1, 4個中隊）に拡大 |
| 第1海軍砲兵連隊 Marine-Artillerie-Regiment 1       | 1個大隊および4個中隊                                                           |
| 第1海軍戦車猟兵大隊 Marine-Panzerjäger-Abteilung 1 | 4個中隊 - 4月以降は5個中隊                                                     |
| 第1海軍工兵大隊 Marine-Pionier-Bataillon 1         | 4月15日以降は4個中隊                                                           |
| 第1海軍通信大隊 Marine-Nachrichten-Abteilung 1     | 4月以降は4個中隊                                                               |
| 第1海軍野戦補充大隊 Marine-Feldersatz-Bataillon 1  | 6個中隊                                                                        |